# Салуин
Салуи́н (бирм. သံလွင်မြစ် — Танлуин, на территории Китая — Наг-Чу, тиб. ནག་ཆུ, и Нуцзя́н, кит. 怒江) — река в Китае, Мьянме и Таиланде. Длина реки, по разным оценкам от 2400 до 2800 км. Площадь бассейна 320 000 км².
Также носит названия: Нам-Конг, Кагчу, Акчу.
Салуин берёт начало в Тибетском автономном районе Китая (где носит название Наг-Чу), на высоте около 4547 м, из озера Цлацо. Течёт на юго-восток, затем через провинцию Юньнань (где составляет часть природного комплекса Три параллельные реки) — почти строго на юг, сохраняя это направление практически до самого устья. В нижнем течении русло реки проходит вдоль восточных границ Мьянмы, на отрезке длиной порядка 100 км Салуин образует границу между Мьянмой и Таиландом. Река впадает в залив Моутама Андаманского моря (часть Индийского океана).
Крупнейшие притоки: Таунйин (327 км) и Пай (180 км).